# Pietro Rainero
Pietro Rainero (Marmora, 23 aprile 1892 – Monte Sei Busi, 20 luglio 1915) è stato un militare italiano, decorato di medaglia d'oro al valor militare alla memoria nel corso della prima guerra mondiale.

## Biografia
Nacque a Marmora, provincia di Cuneo il 23 aprile 1892, figlio di Antonio e Maddalena Ponzo. Emigrò giovanissimo in Francia da dove ritornò per prestare servizio militare di leva nel Regio Esercito nel novembre 1912, assegnato al 63º Reggimento fanteria della Brigata Cagliari. Nel 1913 partì per la Libia dove fu promosso caporale. Rientrato in Italia nell'agosto 1914, fu promosso caporale maggiore nel febbraio 1915. Pochi giorni prima dell'entrata in guerra del Regno d'Italia,  poi avvenuta il 24 maggio, con la qualifica di zappatore fu assegnato alla Compagnia dello Stato maggiore reggimentale e distaccato presso il II Battaglione. Arrivato in zona di operazioni sul fronte del basso Isonzo si distinse subito come esploratore e nel guidare i nuclei di volontari incaricati porre i tubi di gelatina esplosiva sotto i reticolati nemici.  Fu decorato di medaglia d'argento al valor militare nei primi giorni della seconda battaglia dell'Isonzo rimanendo ferito a Monte Sei Busi.  Il 18 luglio il battaglione andò nuovamente all'attacco contro quota 111 di Monte Sei Busi venendo fermato dalla presenza dei reticolati ancora intatti e dal fuoco di difesa del nemico.  Numerosi furono i tentativi, anche notturni, di aprirsi un varco nei reticolati, ed egli si distinse esponendosi in prima persona nel portare i tubi esplosivi e come portaordini.  Mentre soccorreva un ufficiale ferito fu ucciso da una pallottola in fronte.
Con Decreto Luogotenenziale del 13 dicembre 1915 fu insignito della medaglia d'oro al valor militare alla memoria.

### Annotazioni
1. ↑  Tale metodo era a quel tempo l'unico possibile per aprire i varchi nei reticolati.

### Fonti
1. 1 2 3 4 5  Combattenti Liberazione.
2. ↑  Carolei, Greganti, Modica 1968, p. 50.
3. 1 2 3 4 5 6  Coltrinari, Ramaccia 2018, p. 79.
4. ↑   RAINERO Pietro, Medaglia d'oro al valor militare, su Presidenza della Repubblica.